# Picnic alla spiaggia
Picnic alla spiaggia (Bhaji on the Beach) è un film del 1993 diretto da Gurinder Chadha.